# Rotkragen-Flechtenbärchen

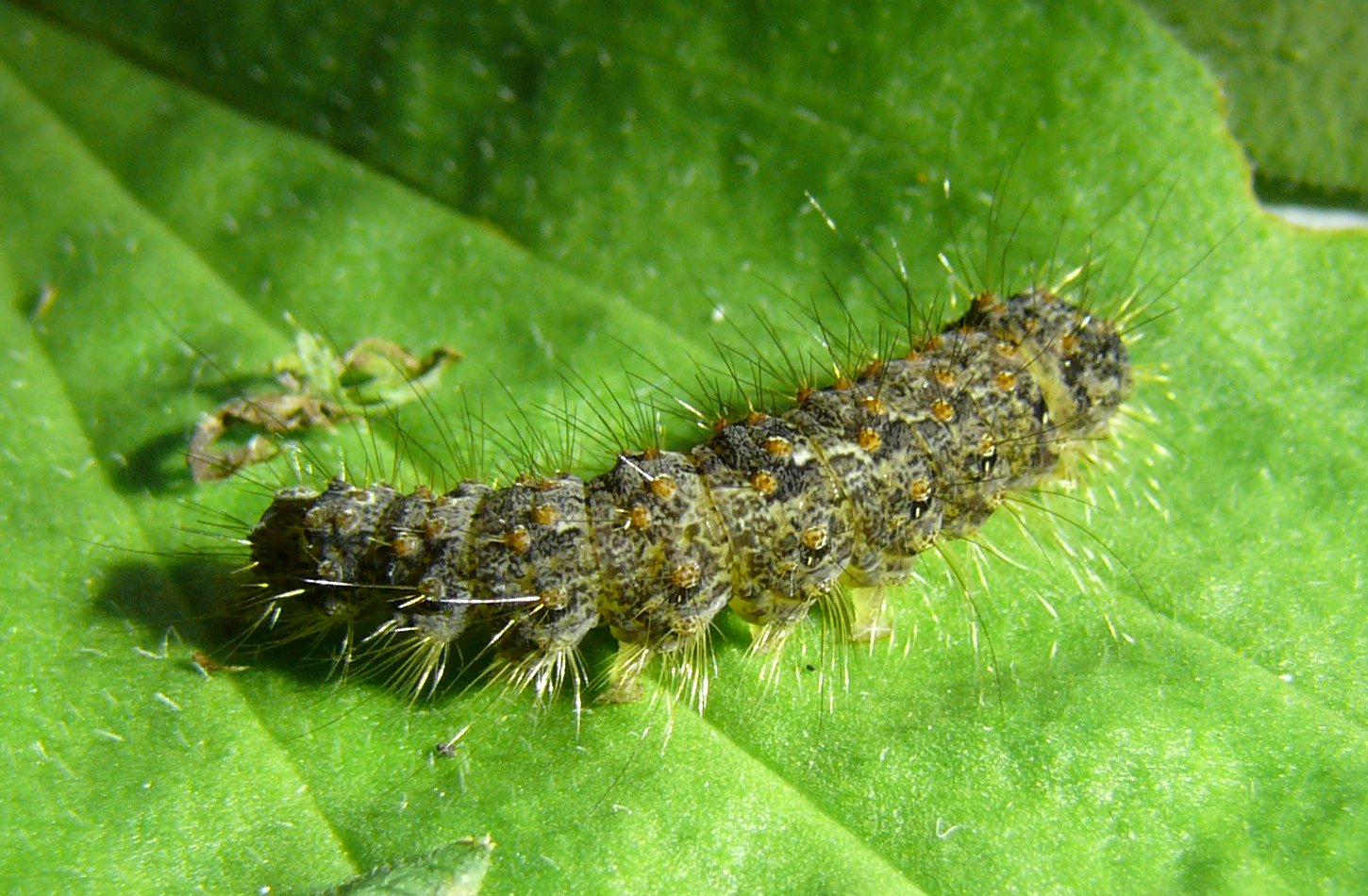
Raupe des Rotkragen-Flechtenbärchens

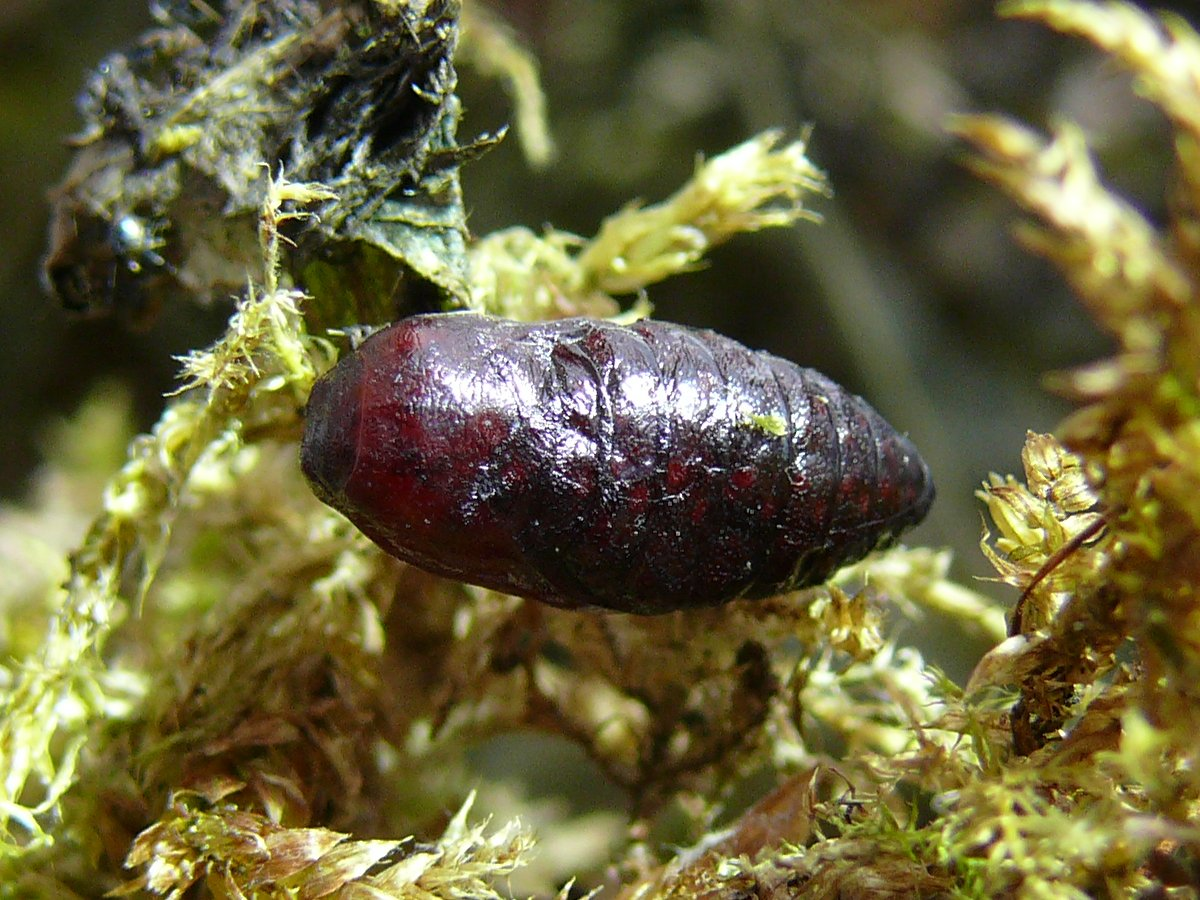
Puppe des Rotkragen-Flechtenbärchens

Das Rotkragen-Flechtenbärchen (Atolmis rubricollis) ist ein Schmetterling (Nachtfalter) aus der Unterfamilie der Bärenspinner (Arctiinae).

## Merkmale
Die Falter haben eine Flügelspannweite von 25 bis 35 Millimetern. Sie haben komplett schwarze Flügel und Beine, der Körper ist abgesehen von einer leuchtend roten bis orangen Manschette am Thorax ebenfalls schwarz, nur das Abdomen ist gelborange bis rotorange gefärbt.

♂
♂ △

Die Raupen werden etwa 27 Millimeter lang. Sie haben eine dunkelgraue Grundfärbung und sind gelblich-weiß marmoriert. Auf jedem Segment befinden sich sechs rot gefärbte Punktwarzen, aus denen Haarbüschel wachsen. Auf der schwarzen Kopfkapsel sind zwei schräge, weiße Streifen auffällig.

## Vorkommen
Sie kommen in ganz Europa bis östlich zum Amur in Misch- und Nadelwäldern, stellenweise vor allem in letzteren recht häufig vor. Sie bevorzugen luftfeuchte, kühle Bachtäler in gebirgiger Lage und leben auf Fichten aber auch auf Rotbuchen, Eichen und Kiefern. 

## Lebensweise
Die Tiere sind nachtaktiv, fliegen aber auch am Tag. 

### Flug- und Raupenzeiten
Die Falter fliegen von Anfang Mai bis Juli, die Raupen findet man von August bis September.

### Nahrung der Raupen
Die Raupen ernähren sich von Flechten, die an Laub- und Nadelbäumen wachsen, wie etwa von der Gewöhnlichen Gelbflechte (Xanthoria parietina).

## Entwicklung
Die Weibchen legen ihre Eier in Grüppchen an Zweigen ab. Gelegentlich kann man Massenvermehrungen beobachten. Die Raupen überwintern als Puppe in einem braungrauen Gespinst unter Moos versteckt.